# جون باول (سياسي كندي)
جون باول هو سياسي كندي، ولد في 19 يونيو 1809، وتوفي في 24 فبراير 1881 في كندا. انتخب عمدة تورونتو ‏ (1838 – 1841).